# Bagha
Bagha és un sub-districte (upazila) del districte (zila) de Rajshahi, de la regió de Rajshahi, a Bangladesh, amb una població censada de 184.183 habitants (març del 2011).
Està situat al nord-oest del país, prop dels rius Padma i Jamuna, la principal branca en la qual es divideix el riu Brahmaputra, i de la frontera amb l'Índia.